# Ordre de succession au trône de Luxembourg
Pour les articles homonymes, voir Trône (homonymie).
Au Luxembourg, les règles de succession au trône sont définies dans la Constitution du grand-duché. L’ensemble de ces lois déterminent les conditions pour lesquelles certains membres de la famille grand-ducale peuvent succéder au titre de « grand-duc (ou grande-duchesse) de Luxembourg ».
Depuis 2011, la couronne du Luxembourg est héréditaire par primogéniture sans distinction de sexe ou « cognatique ».

## Ordre de succession  avec ascendance
- Grande-duchesse Charlotte (1896–1985)
  -  Grand-duc Jean (1921-2019)
    -  Grand-duc Henri (1955)
      - (1) Grand-duc héritier Guillaume (1981)
        - (2) Prince Charles (2020)
        - (3) Prince François (2023)

      - (4) Prince Félix (1984)
        - (5) Princesse Amalia de Nassau (2014)
        - (6) Prince Liam de Nassau (2016)
        - (7) Prince Balthazar de Nassau (2024)

      - (8) Princesse Alexandra (1991)
        - (9) Victoire Bagory (2024)

      - (10) Prince Sébastien (1992)

    - (11) Prince Guillaume (1963)
      - (12) Prince Paul-Louis de Nassau (1998)
      - (13) Prince Léopold de Nassau (2000)
      - (14) Prince Jean de Nassau (2004)

  - Prince Charles (1927–1977)
    - (15) Prince Robert de Nassau (1968)
      - (16) Prince Alexandre de Nassau (1997)

Notes :
- Le prince Louis, troisième enfant de l'actuel grand-duc, renonce à son droit de succession pour lui-même et ses héritiers lors de son mariage en 2006.
- Le prince Jean, frère cadet de l'actuel grand-duc, renonce à son droit de succession pour lui-même et pour ses héritiers le 26 septembre 1986.
- Le prince Frederik de Nassau (2002-2025), fils cadet de Robert de Nassau, est mort le 1er mars 2025 de maladie[2].

## Ordre de succession simplifié
Limité aux dix premiers dynastes :
1. Le grand-duc héritier Guillaume, fils du grand-duc Henri.
2. Le prince Charles, fils du grand-duc héritier Guillaume.
3. Le prince François, second fils du grand-duc héritier Guillaume.
4. Le prince Félix, deuxième fils du grand-duc Henri.
5. La princesse Amalia, fille du prince Félix.
6. Le prince Liam, fils du prince Félix.
7. Le prince Balthazar, second fils du prince Félix.
8. La princesse Alexandra, fille du grand-duc Henri.
9. Victoire Bagory, fille de la princesse Alexandra.
10. Le prince Sébastien, troisième fils du grand-duc Henri.

## Droits de succession

### Historique
Selon les termes de la Constitution, la couronne du grand-duché est héréditaire dans la famille de Nassau, conformément au pacte de famille, du Congrès de Vienne du 9 juin 1815 et du traité de Londres du 11 mai 1867.
En avril 1907, le grand-duc Guillaume IV publie donc un nouveau statut de famille qu’il fait approuver par la Chambre des députés pour permettre à sa fille aînée d’être déclarée héritière présomptive de la couronne. Le statut de 1907 prévoit en outre que les princesses puînées seront appelées à la succession à défaut de descendant mâle de la grande-duchesse Marie-Adélaïde. Cette loi successorale au Luxembourg suit un ordre particulier parmi les lignées masculines issues des filles du grand-duc Guillaume IV.
Les amendements au pacte de famille de 1907 excluent les comtes de Merenberg au droit successoral, descendants masculins de la maison de Nassau. Alors que la lignée Merenberg avait un héritier mâle en la personne de Georg Nikolaus, comte de Merenberg (1871-1948), celui-ci est né d'un mariage morganatique entre le jeune frère du grand-duc Guillaume IV, le prince Nicolas-Guillaume de Nassau, et Natalia Pouchkina. La demande du comte d'être reconnu comme l'héritier du grand-duché a été rejetée au motif que lui et sa branche n'avaient pas un caractère dynastique malgré son mariage avec la princesse Olga Alexandrovna Yurievskaya, fille du tsar Alexandre II de Russie. La lignée Merenberg finit également par manquer d'héritiers masculins ; la dernière descendante survivante de la lignée mâle est la comtesse Clotilde de Merenberg, cousine germaine du grand-duc Henri.

### Primogéniture cognatique
La préférence à la descendance masculine par rapport à la descendance féminine dans l'ordre de succession au trône de Luxembourg a été abandonnée en faveur de la primogéniture cognatique le 20 juin 2011 par décret du grand-duc Henri,. Désormais, toute descendante légitime de la maison de Luxembourg-Nassau née d'un mariage autorisé héritera du trône par ordre d'ancienneté de lignée et de naissance tel que déterminé à l'article 3 de la Constitution et au pacte de la famille Nassau sans distinction de sexe, applicable d'abord à la succession par les descendants du grand-duc Henri. Le maréchal du grand-duc a publié un addendum au décret expliquant le contexte lié à ce changement : à la suite de l'appel des Nations unies de 1979 pour l'élimination de toutes les formes de discrimination à l'égard des femmes, en 2008 le grand-duché a abandonné l'exception à la non-discrimination de sexe qu'il avait déclaré en la matière de la succession grand-ducale.